# Вавилов, Сергей Васильевич
Серге́й Васи́льевич Вави́лов (20 августа 1914, Дерябино, Ярославская губерния — 18 ноября 1941, Большие Салы, Ростовская область) — военный комиссар артиллерийской батареи 606-го стрелкового полка 317-й стрелковой дивизии 56-й отдельной армии Южного фронта; Герой Советского Союза (посмертно).

## Биография
Родился 20 августа 1914 года в деревне Дерябино (ныне Угличского района Ярославской области) пятым ребёнком в крестьянской семье. Русский. Окончил Чурьяковскую начальную школу, среднюю школу № 2 в Угличе и Угличское педагогическое училище — всё с отличием. Во время учёбы был активистом в комсомольских организациях.
В 1932 году был направлен на работу в Новосельскую образцовую школу соседнего Большесельского района. Через год стал её директором. Женился, родилась дочь. С августа 1937 по сентябрь 1938 года преподавал в Заозерской средней школе. Затем год вновь был директором в Новом Селе.
Осенью 1939 года призван в ряды РККА. После прохождения курсов политработников ему присвоено звание младшего политрука. Служил в Закавказском военном округе военным комиссаром батареи 76-миллиметровых орудий 606-го стрелкового полка 317-й стрелковой дивизии; в районе города Баку. В 1940 году стал членом ВКП(б).
В октябре 1941 года 317-я стрелковая дивизия переведена на Северный Кавказ, в составе 56-й армии оборонять Ростов-на-Дону. В ноябре 1941 года сражался с немецко-фашистскими захватчиками под Ростовом-на-Дону.
Во время боя на стыке трёх дорог у села Большие Салы, в 12 км северо-восточнее Ростова, батарея Вавилова отбила 3 атаки врага. Подбито около 20 вражеских машин. Бойцы батареи погибли. Сергей Васильевич, будучи смертельно раненым, бросился с гранатой под танк. Атаки продолжала отражать подошедшая резервная рота бойцов противотанковых ружей.
Указом Президиума Верховного Совета СССР «О присвоении звания Героя Советского Союза начальствующему и рядовому составу Красной Армии» от 22 февраля 1943 года за «образцовое выполнение боевых заданий командования на фронте борьбы с немецкими захватчиками и проявленными при этом отвагу и геройство» удостоен посмертно звания Героя Советского Союза.
Этим же Указом званием Героя Советского Союза награждён командир батареи Сергей Андреевич Оганов.

## Память
Артиллеристы были захоронены на кургане, а после перезахоронены в братской могиле села Большие Салы. Они посмертно были награждены орденами и медалями. Их именами названы улицы в городе Ростове-на-Дону. Курган Бербер-Оба переименован в «Артиллерийский». На нём воздвигнут мемориал героям.
Из города Ростова-на-Дону улицы Оганова и Вавилова уходят в степь и за городом сливаются в направлении к Артиллерийскому кургану. На гранях постамента, на котором установлено 76-миллиметровое орудие, высечены имена артиллеристов, которые здесь 17—18 ноября 1941 года в неравном бою с фашистскими танками совершили бессмертный подвиг. Об этом рассказывают экспонаты в школьных, народных, общественных, государственных музеях донского края.